# Josef Baumgartner (Politiker, 1923)
Josef Baumgartner (* 23. Dezember 1923 in Schwabhausen; † 5. August 2010) war ein Politiker der Bayernpartei.

## Leben und Beruf
Baumgartner besuchte zunächst die Volksschule in Schwabhausen und später die Oberrealschule in München, die er 1941 abschloss. Ab 1941 nahm er am Zweiten Weltkrieg als Soldat teil. Nach Fronteinsätzen in Russland, Frankreich und Italien geriet er im April 1945 in amerikanische Kriegsgefangenschaft, aus der er ein Jahr später nach schwerer Erkrankung entlassen wurde. Von 1947 bis 1950 besuchte er die Staatsbauschule in München und legte dort die Ingenieurprüng ab. Seit 1950 war er Teilhaber der elterlichen Bauunternehmung mit Zimmerei, Sägewerk und Schreinerei, das als Josef Baumgartner GmbH & Co. KG heute noch besteht. Ab 1956 war er Mitglied des Landesbeirates beim Bayerischen Gewerbeverband.
Baumgartner war Ehrenbürger der thüringischen Gemeinde Großschwabhausen, der Partnergemeinde Schwabhausens. Baumgartner war verheiratet und hatte drei Kinder.

## Partei
Baumgartner gehörte zunächst der Bayernpartei an. Ab 1966 engagierte er sich bei den Freien Wählern.

## Abgeordneter
Baumgartner gehörte von 1954 bis 1962 für die Bayernpartei dem Bayerischen Landtag an. Der Landtag wählte ihn zum Mitglied der dritten Bundesversammlung, die am 1. Juli 1959 Heinrich Lübke zum Bundespräsidenten wählte, und er vierten Bundesversammlung, die Lübke wiederwählte.
Ab 1960 gehörte Baumgartner dem Kreistag des Landkreises Dachau an. Von 1966 an war er auch Mitglied des Schwabhausener Gemeinderates.

## Öffentliche Ämter
Baumgartner war von 1966 bis 1972 zweiter Bürgermeister von Schwabhausen. Von 1978 bis 1993 war dann erster Bürgermeister der Gemeinde.